# Villalmanzo
Villalmanzo es un municipio y localidad de la comarca del Arlanza en la provincia de Burgos, Castilla y León (España).

## Geografía
Forma parte de la comarca del Arlanza, y se sitúa a 37 kilómetros de la capital burgalesa por la Autovía del Norte, que atraviesa el término municipal entre el pK 204 y el 208. El relieve se caracteriza por la altiplanicie típicamente castellana, con ondulaciones del terreno y algunos arroyos estacionales. Aunque el municipio se alza a 858 metros sobre el nivel del mar, algunas elevaciones alcanzan más de 950 metros de altura, a medida que nos alejamos del río Arlanza que discurre al sur. 
| Noroeste: Lerma, Villamayor de los Montes | Norte: Villamayor de los Montes | Noreste: Torrecilla del Monte |
| Oeste: Lerma                              |                                 | Este: Santa Inés              |
| Suroeste: Lerma                           | Sur: Lerma                      | Sureste: Santa Inés, Lerma    |

## Historia

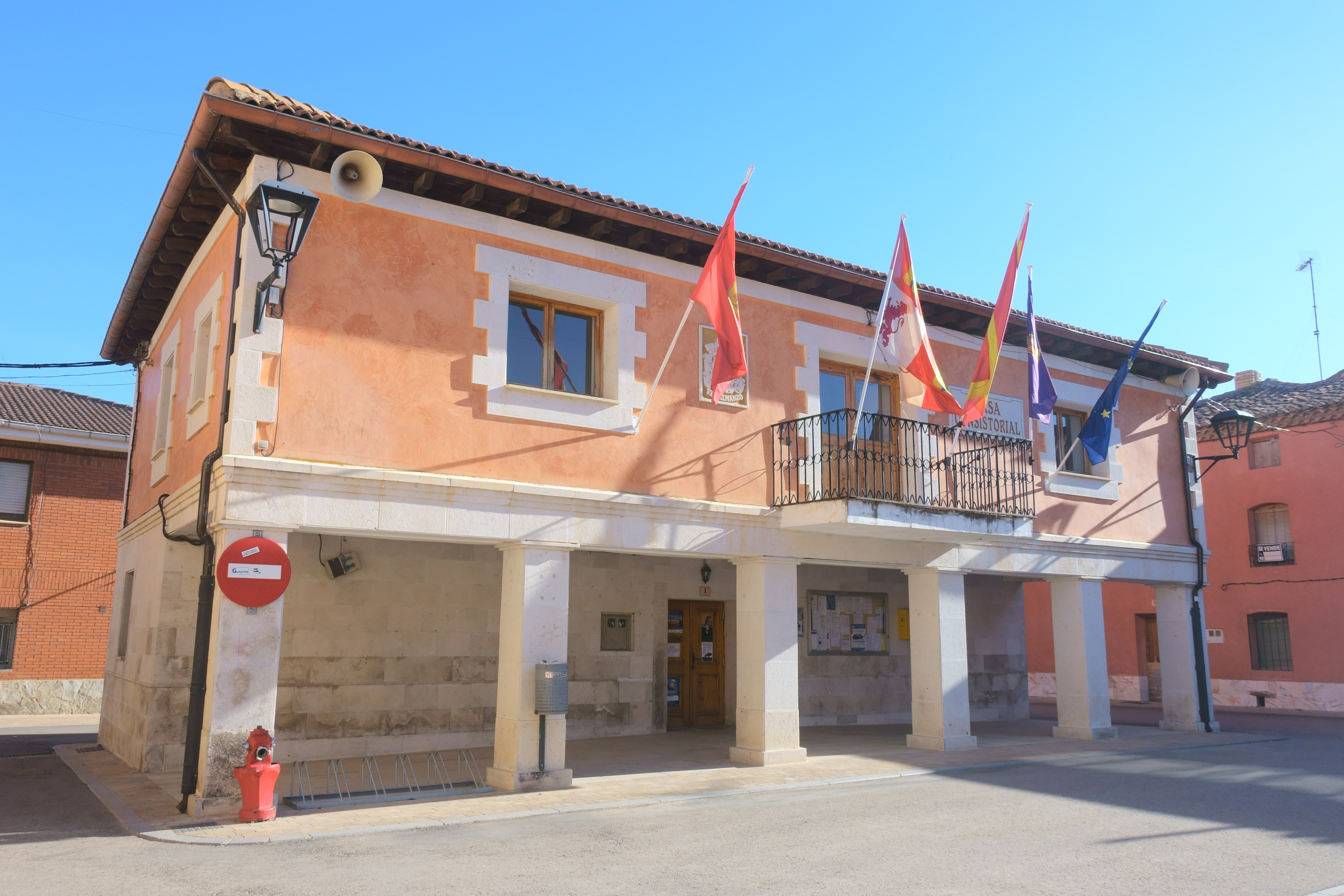
Casa consistorial

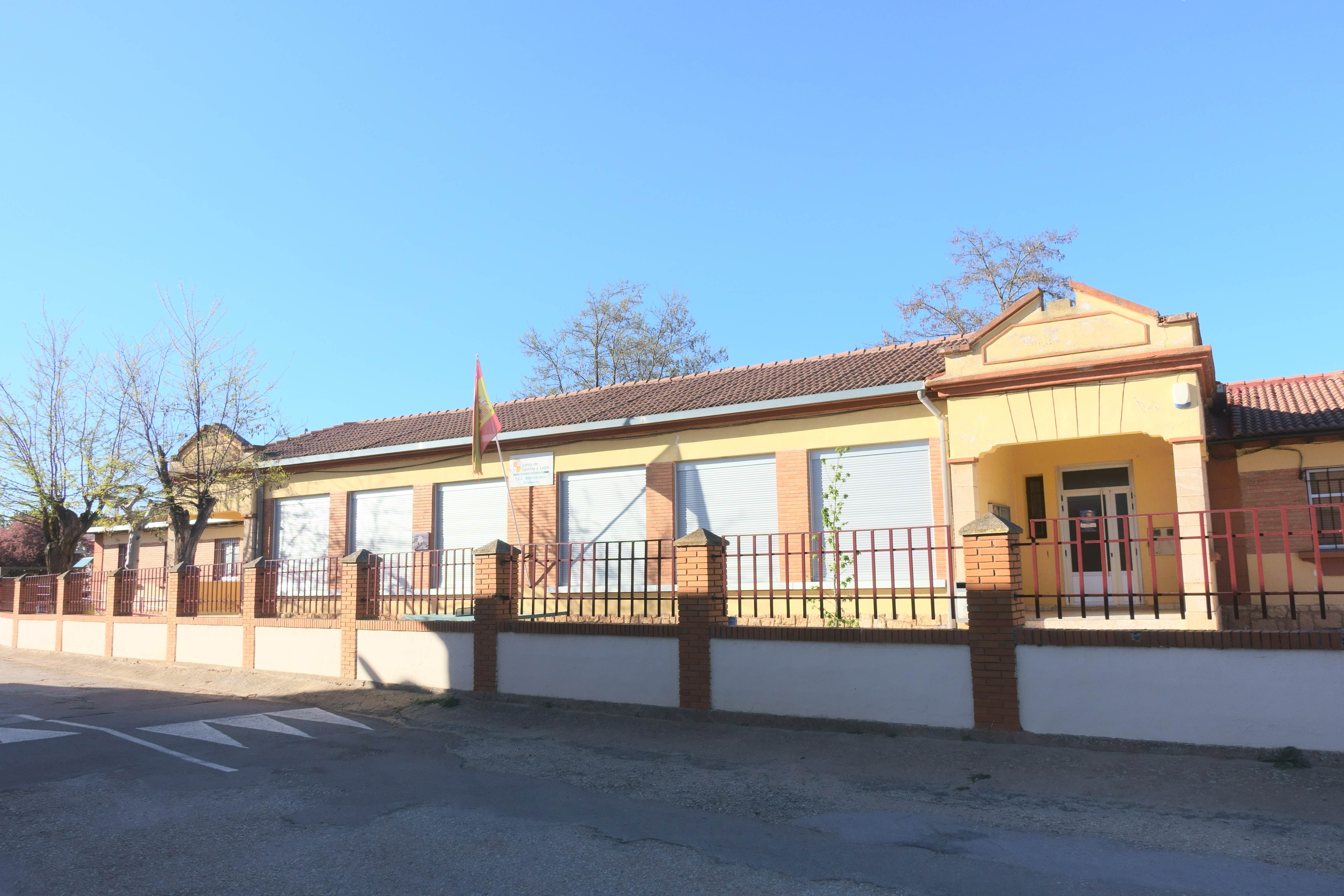
CRA Montearlanza

El pueblo que data de la Edad Media fue fundado durante la repoblación mozárabe
del Medio y Bajo Arlanza, después del año 912 coincidiendo con el traslado de la línea de defensa cristiana al río Duero. 
Sus primeros años de vida no fueron fáciles, situado cerca de la frontera de la naciente Castilla sufrió como otros pueblos vecinos el acoso de los moros, hasta tres veces fue arrasada por éstos la zona, en los años 933, 953 y 955. 
El día 2 de agosto de 1812 la villa fue quemada por las tropas de ocupación francesas, en su retirada, después de que fueran derrotadas en la batalla de Arapiles por el ejército anglo-hispano-portugués. De la quema se salvaron, entre otras, algunas casas del barrio de «Cantarranas», conocidas desde entonces como «Solas casas».
De Villalmanzo es natural Marcelo Adrián Obregón, soldado en la Guerra hispano-estadounidense de 1898, formó parte de los que fueron llamados «Los Últimos de Filipinas», defensores del cuartel de Baler (Filipinas) que no rindieron hasta 11 meses después de haber finalizado el conflicto. 

## Demografía
Villalmanzo cuenta con una población de 408 habitantes (INE 2024).
| Gráfica de evolución demográfica de Villalmanzo entre 1842 y 2021                                                     |
| |
| Población de derecho según los censos de población del INE. Población de hecho según los censos de población del INE. |

Sufrió una fuerte despoblación durante los años 60 y 70 del siglo XX debido a la emigración, principalmente hacia las zonas industriales del País Vasco. Actualmente la cantidad de población es estable, e incluso requiere de mano de obra extranjera para cubrir la demanda de trabajo en la agricultura y ganadería.

## Cultura

### Gastronomía
Forma parte de la Denominación de Origen de vinos Ribera del Arlanza. 
El chumarro es el plato típico de Villamanzo. Éste consiste en bacalao desalado en trozos grandes, asado en parrillas preferiblemente con madera de sarmiento. Posteriormente se desmiga y cuece en abundante aceite de oliva junto con ajos y guindilla. Los productos tradicionales son: el vino del año llamado «churrillo», la morcilla (de arroz), el cordero asado en horno panadero. De la repostería son típicas las magdalenas, las emes, los mantecados y las tortas de aceite.

## Hermanamiento
- Baler, Filipinas